# Fondation Burkhardt-Felder
Die Fondation Burkhardt-Felder Arts et Culture ist eine private kulturelle Einrichtung in Môtiers (Val-de-Travers) im Kanton Neuenburg in der Schweiz. Sie beherbergt in ihren beiden Museen die Sammlungen von Kunst der australischen Aborigines und Oldtimern, die von Gérard und Theresa Burkhardt zusammengestellt wurden.

## Geschichte
Die Fondation Burkhardt-Felder Arts et Culture wurde 2002 von Gérard Burkhardt und seiner Frau Theresa auf dem Anwesen des Château d’Ivernois in Môtiers gegründet, um ihre Sammlungen von Kunstwerken der australischen Aborigines und Oldtimern der Öffentlichkeit zugänglich zu machen. 
Gérard und Theresa Burkhardt sind Kunstliebhaber und lebten 25 Jahre lang in Australien, wo sie eine Sammlung zeitgenössischer Aborigine-Kunst aufbauten. Nach ihrer Rückkehr in die Schweiz schenkten sie diese der Stiftung, die die Sammlung seither mit neuen Ankäufen erweitert.
Im Jahr 2008 eröffneten sie das Museum für die Kunst der australischen Aborigines «La Grange», um die Schönheit und Einzigartigkeit der Kunst der australischen Aborigines mit der Öffentlichkeit zu teilen. Im selben Jahr wurde das Automobilmuseum «La Manège» eröffnet, das die zahlreichen Oldtimer beherbergt, welche die Burkhardts im Laufe der Zeit zusammengetragen hatten. Diese Sammlung ist heute ebenfalls Teil der Fondation Burkhardt-Felder.

## Museen

### Museum für die Kunst der australischen Aborigines «La Grange»
Das Museum für die Kunst der australischen Aborigines befindet sich in einem ehemaligen landwirtschaftlichen Gebäude, das zum Anwesen des Château d’Ivernois in Môtiers gehört. Diese historische Scheune aus dem Jahr 1721 wurde vollständig restauriert, um darin einen Museumsbereich unterzubringen. Das Museum beherbergt die Sammlung australischer Aborigine-Kunst der Fondation Burkhardt-Felder, deren Werke regelmässig im Rahmen von Sonderausstellungen, die im Durchschnitt alle zwei Jahre erneuert werden, der Öffentlichkeit präsentiert werden.

### Automobilmuseum «Le Manège»
Das Automobilmuseum beherbergt die Oldtimersammlung der Fondation Burkhardt-Felder. Die ehemalige Reithalle, ein Gebäude aus dem Jahr 1856 im Park des Château d’Ivernois, wurde unter Wahrung der historischen Integrität des Gebäudes restauriert und 2008 in ein Museum umgewandelt. Es zeigt die Dauerausstellung von mehr als 25 seltenen und aussergewöhnlichen Sammlerfahrzeugen.

## Ausstellungen

### Museum «La Grange»
- Voyage across Aboriginal Australia Founders’ Favourites. (vom 7. Juni 2020 bis 30. Oktober 2022)[1]

### Museum «Le Manège»
- Ständige Ausstellung von Oldtimern aus den Jahren 1897 bis 1980[2]